# Leucophasma phantasmella
Leucophasma phantasmella är en fjärilsart som beskrevs av Walsingham 1897. Leucophasma phantasmella ingår i släktet Leucophasma och familjen äkta malar.
Artens utbredningsområde är Grenada. Inga underarter finns listade i Catalogue of Life.